# Museo Arqueológico de Burgas
El Museo Arqueológico de Burgas es un museo dedicado a la arqueología que está situado en la ciudad de Burgas, en Bulgaria. Forma parte de los cuatro museos —los otros tres están dedicados a la etnografía, la historia y las ciencias naturales— que componen el Museo de Historia Regional de Burgas. 

## Colecciones
Los objetos arqueológicos más antiguos hallados en el área de Burgas pertenecen al Neolítico (en torno al vi milenio a. C.) Otros objetos pertenecen al Calcolítico y a la Edad del Bronce.
Son muy interesantes unos prismas de cerámica del periodo Calcolítico (v-iv milenio a. C.) con signos grabados que además de tener una función decorativa se han interpretado como mensajes que contenían algún tipo de información.
Otros objetos del museo están relacionados con los antiguos tracios, con las colonias griegas del Mar Negro, con la época romana y con la Edad Media.
De entre los objetos pertenecientes a la Antigüedad, una pieza arquitectónica importante es el fragmento de un friso de mármol del siglo III a. C., que probablemente había formado parte de un templo, donde aparecen representadas bucráneos unidos por guirnaldas, además de otros elementos adicionales como una roseta y un disco.
También son destacables una estatua griega del siglo VI o V a. C. hallada en la península de Atia, considerada como la pieza escultórica más antigua hallada en la zona; relieves, otras piezas escultóricas y cerámicas procedentes de las antiguas ciudades de Apolonia, Mesembria y del área de Burgas, una inscripción relacionada con la dinastía tracia de los Sadala, y las joyas de Leseskepra, que probablemente fue una sacerdotisa tracia, entre otras piezas.

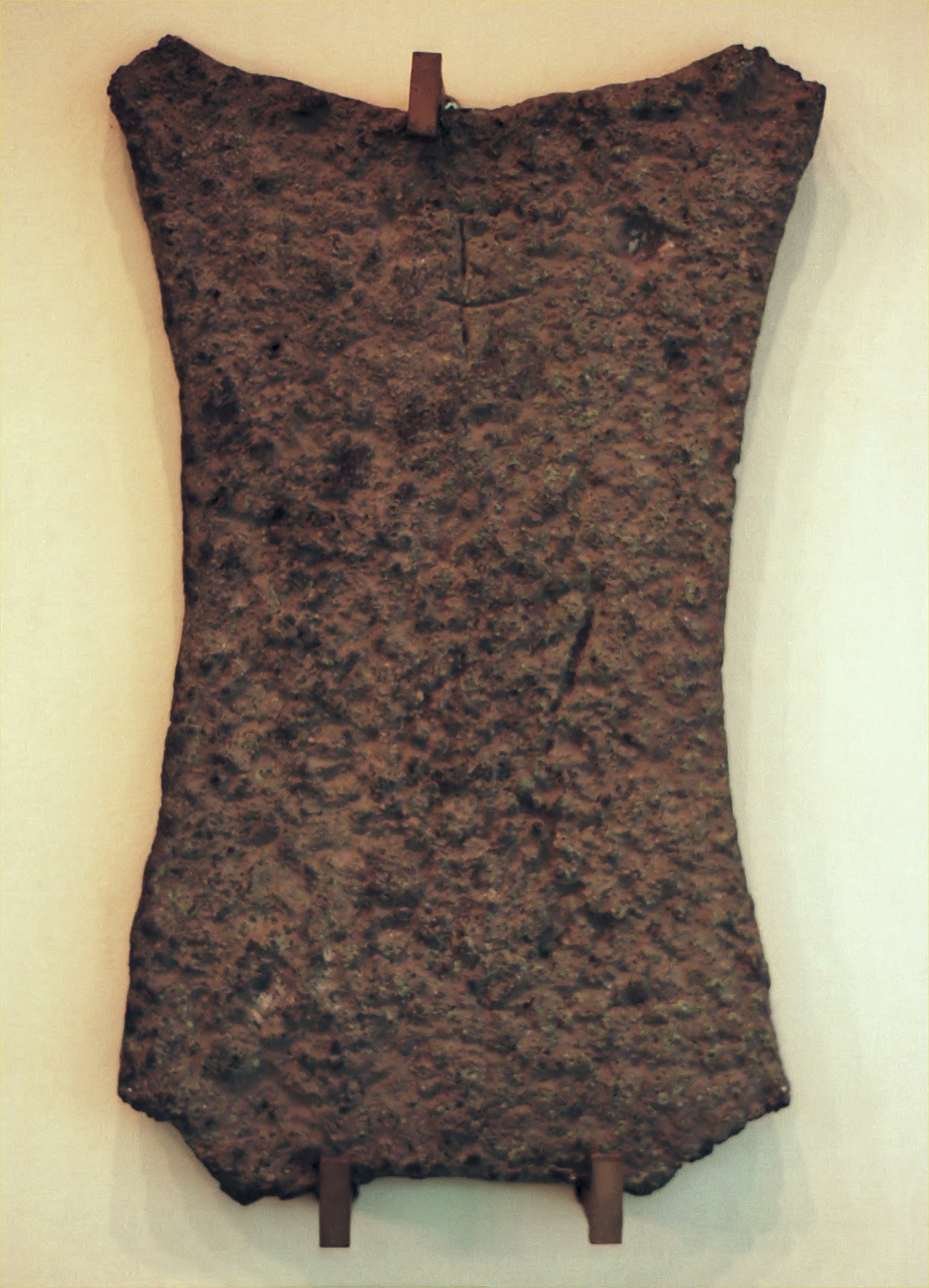
Lingote de cobre de la Edad del Bronce.
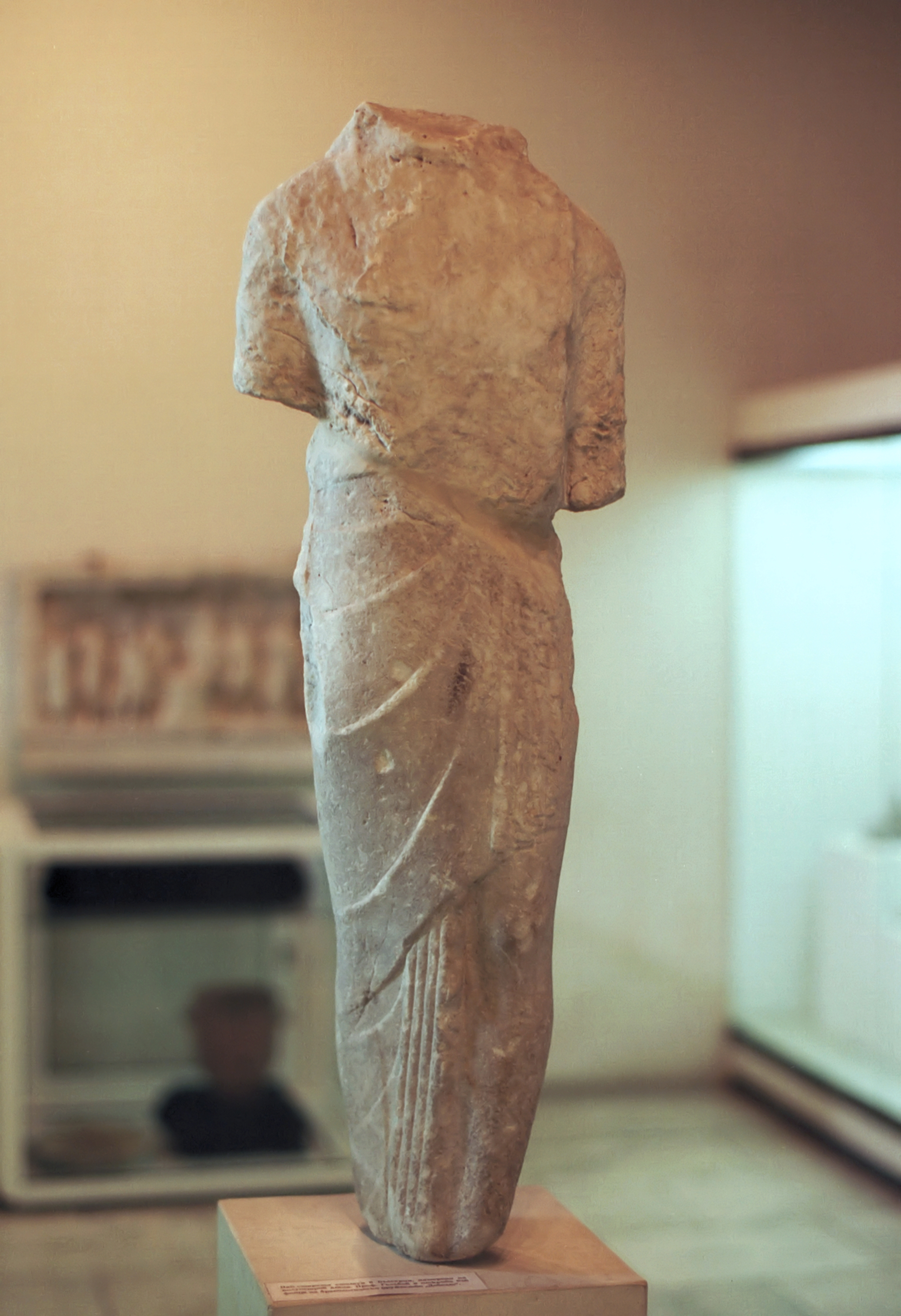
Estatua de época arcaica, la más antigua hallada en la zona.
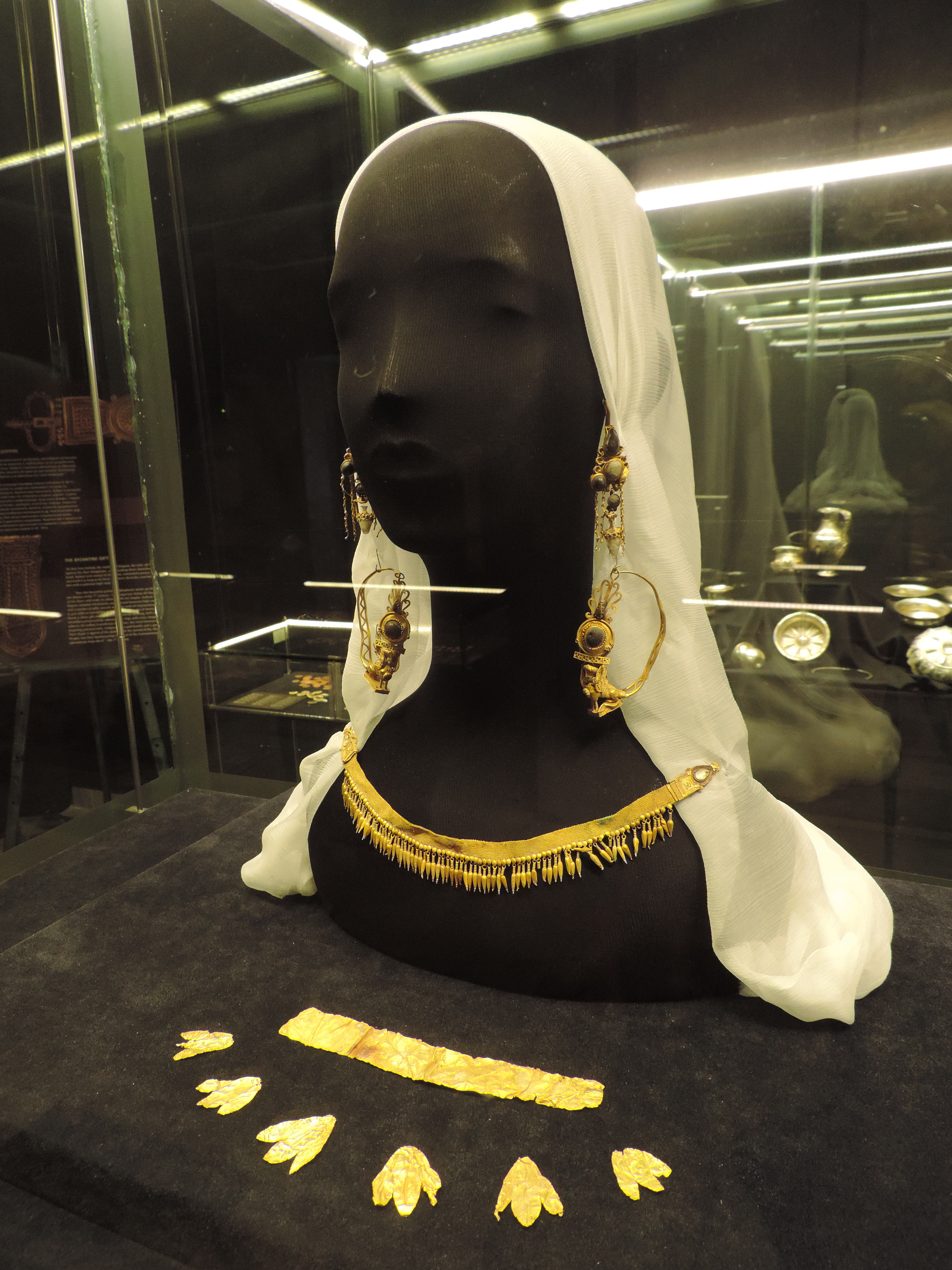
Joyas pertenecientes a Leseskepra, una sacerdotisa tracia.
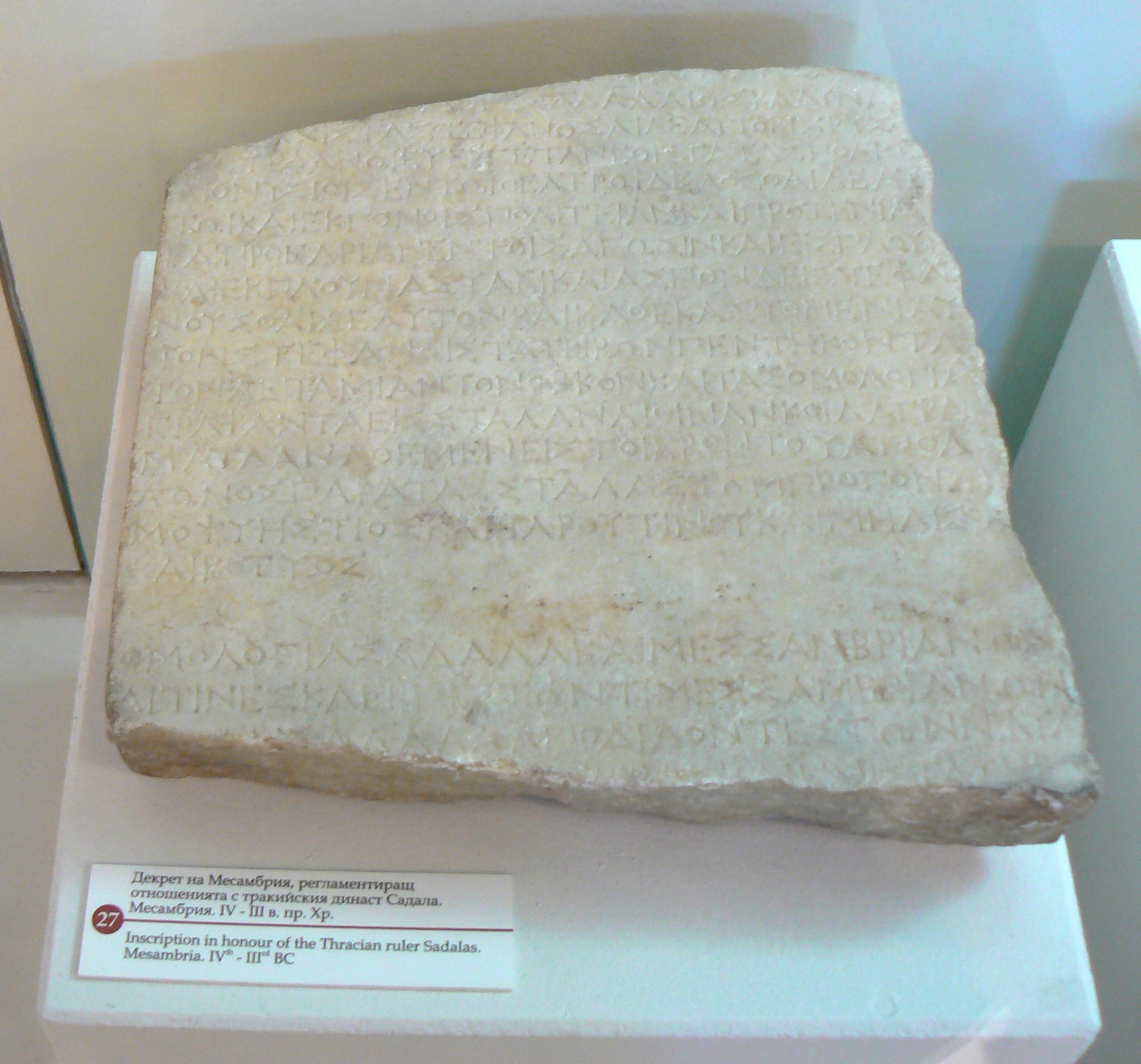
Inscripción que regula las relaciones con el líder tracio Sadala, del siglo IV-III a. C.